# البربيطة (الطفيلة)
منطقة البربيطة (Burbaita) منطقة سكنية تقع في لواء قصبة الطفيلة، محافظة الطفيلة في الأردن. تنتمي المنطقة لقضاء الطفيلة الذي يضم 26 منطقة. يقدر عدد سكانها بـ 175 نسمة حسب إحصاء 2015. تعد عن مركز محافظة الطفيلة 50 كم. وتعاني المنطقة من نقص بالخدمات الصحية والتعليمية. يقع بالقرب منها حمامات عفرا المعدنية التي كانت، يسكنها عدد قليل من السكان المتنقلين بحسب فصول السنة. يستخدم السكان الخيم المتنقلة للسكن.
تعاني المنطقة من الفقر الشديد يعيشه المواطنون قاطني مناطق فيها وفي منطقة سيل الحسا المجاورة حيث تعتبر من المناطق النائية والأشد فقرا على مستوى المملكة، وايضا حدوث عمليات غرق متكررة لابناء المنطقة. ما دفع مجموعة من المتطوعين من مختلف محافظات المملكة إلى جمع التبرعات العينية وتوزيعها على أطفال هذه المناطق. 

## الخدمات الصحية
يوجد في البربيطة عيادة منذ 15 عام ويأتيها طبيب كل فترة يومين بالاسبوع. توقفت عن العمل خلال جائحة كورونا التي مرت على الأردن عام 2020-2021. مما أدى لتوقفها. وتم خلال هعام 2022 العمل على إعادة العمل بالعيادة الطبية. ويبعد اقرب مركز صحي عن المنطقة 5 كم.

## المياه
يستخدم سكان المنطقة بئر مياه للحصول على مياه زراعي الشرب. حيث اان المياه غير ملائمة للشرب.

## التعليم
عام 2022 استطاع أبناء بلدة البربيطة الحصول على نسبة نجاح مرتفعة بحيث استكاع 9 من اصل 11 من أبناء المنطقة النجاح في الثانوية العامة. وتأسس المدرسة التي تبعد عن مناطق سكن الطلاب 5 كم، عام 1979-1980 وهي عبارة عن غرفة صفية مبنية قديما بالإضافة إلى كرفانات معدنية. يعمل في المدرسة 13 معلم بالإضافة للإدارة. بالنسبة للإناث يدرسن في في مدرسة سيل الحسا للبنات التي تبعد 7 كم عن المنطقة.

## حمامات البربيطة
تقع حمامات البربيطة بالجزء الجنوبي من وادي الحسا، شمال مدينة ⁧الطفيلة⁩.وتشهد حمامات عفرا المعدنية وموقع البربيطة شمالي الطفيلة، حركة سياحية نشطة مع بدء الموسم السياحي كل عام، حيث تعد من أبرز مواقع الاستجمام مع وجود المياه المعدنية الاستشفائية. ومن الأماكن السياحية في منطقة البربيطة مشروع منتجع سيل الحسا السياحي.

## البنية التحتية
عام 2020 نفذت مديرية الأشغال العامة في الطفيلة مشاريع صيانة وتأهيل مقاطع مرورية على الطريق السياحي النافذ لحمامات عفرا والبربيطة بعد تعرضها إلى انهيارات وتصدعات بفعل الأمطار الغزيرة التي شهدتها المنطقة مؤخرا.

## الوصلات الخارجية
- دائرة الاحصاءات العامة